# Донис, Йоргос
Йо́ргос До́нис (греч. Γεώργιος Δώνης; род. 22 октября 1969, Франкфурт-на-Майне, Гессен) — греческий футболист, по завершении игровой карьеры — футбольный тренер.
Как игрок наиболее известен по выступлениям за «Панатинаикос», а также национальную сборную Греции.

## Карьера игрока

### Клубная карьера
Донис родился 22 октября 1969 года в городе Франкфурт-на-Майне, где жил до шести лет, после чего переехал с родителями в Грецию. Некоторые родственники Дониса по-прежнему живут в Германии. На молодёжном уровне он выступал за «Павлос Мелас», «Панатинаикос», «Атинаикос» и «Панаргиакос».
В профессиональном футболе дебютировал в 1990 году, выступая за команду «ПАС Янина», в которой провёл один год, приняв участие в 52 матчах чемпионата.
Своей игрой за эту команду привлёк внимание представителей тренерского штаба клуба «Панатинаикос», к составу которого присоединился в 1991 году. Сыграл за клуб из Афин следующие пять сезонов своей игровой карьеры. В частности в 1996 году дошёл с командой до полуфинала Лиги чемпионов, где клуб проиграл «Аяксу». Большую часть времени, проведённого в составе «Панатинаикоса», был основным игроком команды. Болельщики «Панатинаикоса» дали ему прозвище «Поезд» за хорошее ускорение.
5 июня 1996 года Донис подписал контракт с «Блэкберн Роверс» рекордной стоимостью 1,1 млрд греческих драхм. В составе клуба провёл 22 матча и забил два гола «Эвертону» и «Ипсвич Таун» соответственно. В новом клубе его стали называть на английский манер Джорджем. До конца 90-х Донис защищал цвета афинского АЕКа, «Шеффилд Юнайтед» и «Хаддерсфилд Таун».
Завершил профессиональную игровую карьеру в клубе АЕК, в составе которого уже выступал ранее. Пришёл в команду в 2000 году, защищал её цвета до прекращения выступлений на профессиональном уровне в 2001 году.

### Выступления за сборную
22 декабря 1991 года Донис дебютировал в официальных матчах в составе сборной Греции против Мальты в рамках отбора на чемпионат Европы по футболу 1992, игра завершилась вничью 1:1. В течение карьеры в национальной команде, которая длилась 7 лет, провёл в форме Греции 24 матча, забив 5 голов.

## Карьера тренера

### Греция
Донис начал тренерскую карьеру вскоре после завершения карьеры игрока, в 2002 году, возглавив тренерский штаб клуба «Илисиакос», который вывел из четвёртого во второй дивизион. Затем он перешёл в «Ларису», где за один сезон сумел вывести команду в греческую Суперлигу и финишировал на восьмом месте в следующем году. В 2007 году «Лариса» заняла десятое место в лиге, но он сумел выиграть Кубок Греции после победы в финале над «Панатинаикосом» со счётом 2:1. В дебютном для Дониса еврокубковом сезоне «Лариса» победила его бывшую команду «Блэкберн Роверс», дойдя до группового этапа Кубка УЕФА 2007/08. В том сезоне команда заняла шестое место в лиге.
25 апреля 2008 года Донис ушёл в отставку с поста тренера «Ларисы» и 14 мая был назначен главным тренером АЕКа. 17 ноября 2008 года из-за череды плохих выступлений и раннего вылета из Кубка УЕФА АЕК разорвал с ним контракт всего через шесть месяцев после его назначения.
В 2009 году Донис был назначен тренером столичного «Атромитоса» и в сезоне 2010/11 снова вышел в финал Кубка Греции, только в этот раз проиграл со счётом 0:3 своей бывшей команде, АЕК. В следующем году «Атромитос» провёл ещё один успешный сезон под его руководством, дойдя до финала Кубка Греции второй раз подряд. Однако команда снова проиграла в дополнительное время со счётом 1:2 «Олимпиакосу». Также «Атромитос» участвовал в плей-офф греческой Суперлиги за места в еврокубках.
31 мая 2012 года Донис был назначен новым тренером ПАОКа, контракт был рассчитан на два года с немедленным вступлением в силу. 28 апреля 2013 года после поражения со счётом 0:2 в полуфинале Кубка Греции от «Астерас Триполис», его уволил президент клуба Иван Саввиди.

### АПОЭЛ
11 октября 2013 года Донис подписал контракт до конца сезона с чемпионом Кипра АПОЭЛ, заменив Паулу Сержиу, который был уволен неделей ранее. В своём первом сезоне с АПОЭЛ Донис оформил «золотой дубль». Он выиграл свой первый титул с АПОЭЛ 21 мая 2014 года, когда привёл свою команду к победе со счётом 2:0 над «Эрмисом» в финале Кубка Кипра. Через десять дней Донис выиграл Первый дивизион Кипра после того, как завоевал выездную победу с минимальным счётом над «АЕЛ Лимасол», это был его первый чемпионский титул в тренерской карьере.
После успешного первого сезона в клубе 26 июня 2014 года Йоргос Донис продлил на один год контракт с АПОЭЛ. В августе 2014 года Донис вывел АПОЭЛ в групповой этап Лиги чемпионов 2014/15, команда прошла ХИК в третьем отборочном раунде (4:2 по сумме двух матчей) и «Ольборг» в раунде плей-офф (5:1 по сумме двух матчей). АПОЭЛ попал в группу F вместе с «Барселоной», «Пари Сен-Жермен» и «Аяксом». АПОЭЛ удалось набрать лишь одно очко после домашней ничьи 1:1 с «Аяксом».
6 января 2015 года АПОЭЛ и Йоргос Донис расторгли контракт по взаимному согласию после серии неудачных результатов, кульминацией которых стала домашняя ничья 1:1 с аутсайдером «Айя Напа».

### Ближний Восток
25 февраля 2015 года Донис был назначен новым тренером «Аль-Хиляль» из Саудовской Аравии, подписав контракт до конца сезона. Он помог клубу выйти в полуфинал Лиги чемпионов АФК 2015. 6 июня Донис выиграл первый трофей с «Аль-Хиляль» после победы в серии пенальти над «Аль-Наср» в финале Саудовского кубка чемпионов.
28 июля 2016 года он был назначен новым тренером «Шарджи» из ОАЭ, подписав контракт до лета 2018 года.

### Возвращение в АПОЭЛ
28 июля 2017 года Донис подписал контракт до конца сезона 2017/18 с действующим чемпионом Кипра АПОЭЛ, заменив Марио Бена. 23 марта 2018 года АПОЭЛ уволил Дониса и заменил его португальским тренером Бруно Балтазаром. Поводом для увольнения стало поражение АПОЭЛа со счётом 4:2 на выезде в матче против «Аполлон Лимасол», в результате которого АПОЭЛ потерял первое место в чемпионате. Поскольку чемпионские планы клуба оказались под угрозой срыва, АПОЭЛ решил заменить Дониса португальским тренером.

### «Панатинаикос»
3 июля 2018 года Донис был назначен новым тренером своего бывшего клуба «Панатинаикос», подписав трёхлетний контракт. 19 июля 2020 года, после окончания плей-офф Суперлиги, он покинул клуб по обоюдному согласию, в основном из-за напряжённых отношений с советом директоров «Панатинаикоса» и его председателем Яннисом Алафузосом.

### Возвращение на Ближний Восток
Донис подписал контракт с «Маккаби Тель-Авив». Он вывел команду в плей-офф отбора Лиги чемпионов, где «Маккаби» уступил «Ред Булл Зальцбург», а в Лиге Европы сумел вывести команду в 1/16 финала. 22 декабря 2020 года его уволили из команды, «Маккаби» шёл на пятом месте в лиге.
В марте 2021 года он стал тренером саудовского клуба «Аль-Вахда». 16 января 2022 года Донис был назначен тренером другого саудовского клуба, «Аль-Фатех». 11 июля 2023 года вернулся в «Аль-Вахду». Ровно через год был назначен тренером клуба «Аль-Халидж Сейхат».